# Lanark (Schottland)
Lanark (gälisch Lannraig) ist eine schottische Kleinstadt in der Grafschaft South Lanarkshire, knapp 50 km südöstlich von Glasgow am Clyde gelegen. Die Ortschaft hat 8855 Einwohner.

## Geschichte
Lanark kann auf eine reiche Geschichte zurückblicken und war Sitz der historischen Grafschaft Lanarkshire. Heute ist der Ort vor allem wegen „Lanark Lanimers“ bekannt, jährlich im Juni begangene Feierlichkeiten, die auf König David I. (1124–1153) zurückgehen, der Lanark während seiner Regentschaft den Status einer Royal Burgh (königliche Stadtrechte) verlieh. Die ersten Aufzeichnungen über dieses Fest datieren von 1488.
Die drittälteste Schule Schottlands (nach Glasgow und Edinburgh), die bis heute besteht, wurde 1183 bei der Pfarrkirche in Lanark gegründet. Heute heißt sie Lanark Grammar School. Der Frauenarzt William Smellie gehörte zu ihren Schülern.
William Wallace, dessen Leben dem Film Braveheart mit Mel Gibson als Vorlage diente, lebte der Legende nach in Lanark und war heimlich mit der einheimischen Marion Braidfute verheiratet. Eine Statue an der St. Nicholas Parish Church und eine Plakette im Stadtzentrum erinnern an ihn. Seit 2005 wird im August ein Festival zu seinen Ehren organisiert.

## Sehenswürdigkeiten
New Lanark, das ehemalige Baumwollfabrikationszentrum, liegt an der südlichen Stadtgrenze direkt am Fluss Clyde. Es ist seit 2001 Weltkulturerbe der UNESCO.

## Söhne und Töchter der Stadt
- Francis Dougan (* 1972), römisch-katholischer Geistlicher, Bischof von Galloway
- Johnny Downie (1925–2013), Fußballspieler
- John Glaister (1856–1932), Forensiker
- Gavin Hamilton (1723–1798), Maler und Kunstsammler
- William Lithgow (1582–1645), Reiseschriftsteller
- Stephen McManus (* 1982), Fußballspieler
- Jimmy McRae (* 1943), Rallyefahrer
- Alister McRae (* 1970), Rallyefahrer
- Colin McRae (1968–2007), Rallyefahrer
- Lee Miller (* 1983), Fußballspieler
- Alexander Muir (1830–1906), Komponist von The Maple Leaf Forever
- Stephen Pearson (* 1982), Fußballspieler
- William Smellie (1697–1763), Arzt und Geburtshelfer
- Walter Smith (1948–2021), Fußballspieler und -trainer